# Luxiaria pratti
Luxiaria pratti là một loài bướm đêm trong họ Geometridae.